# Enrico Zanoni
Pour les articles homonymes, voir Zanoni (homonymie).
Enrico Zanoni, né à Milan en 1868 et mort dans la même ville en 1948, est un architecte italien connu pour ses œuvres dans le style Art nouveau.

## Biographie
Enrico Zanoni eest l'un des élèves de Camillo Boito. Il est reconnu pour sa contribution à l'architecture Art nouveau à Milan, souvent en collaboration avec l'artiste Alessandro Mazzucotelli, spécialisé dans le fer forgé.

## Principaux travaux

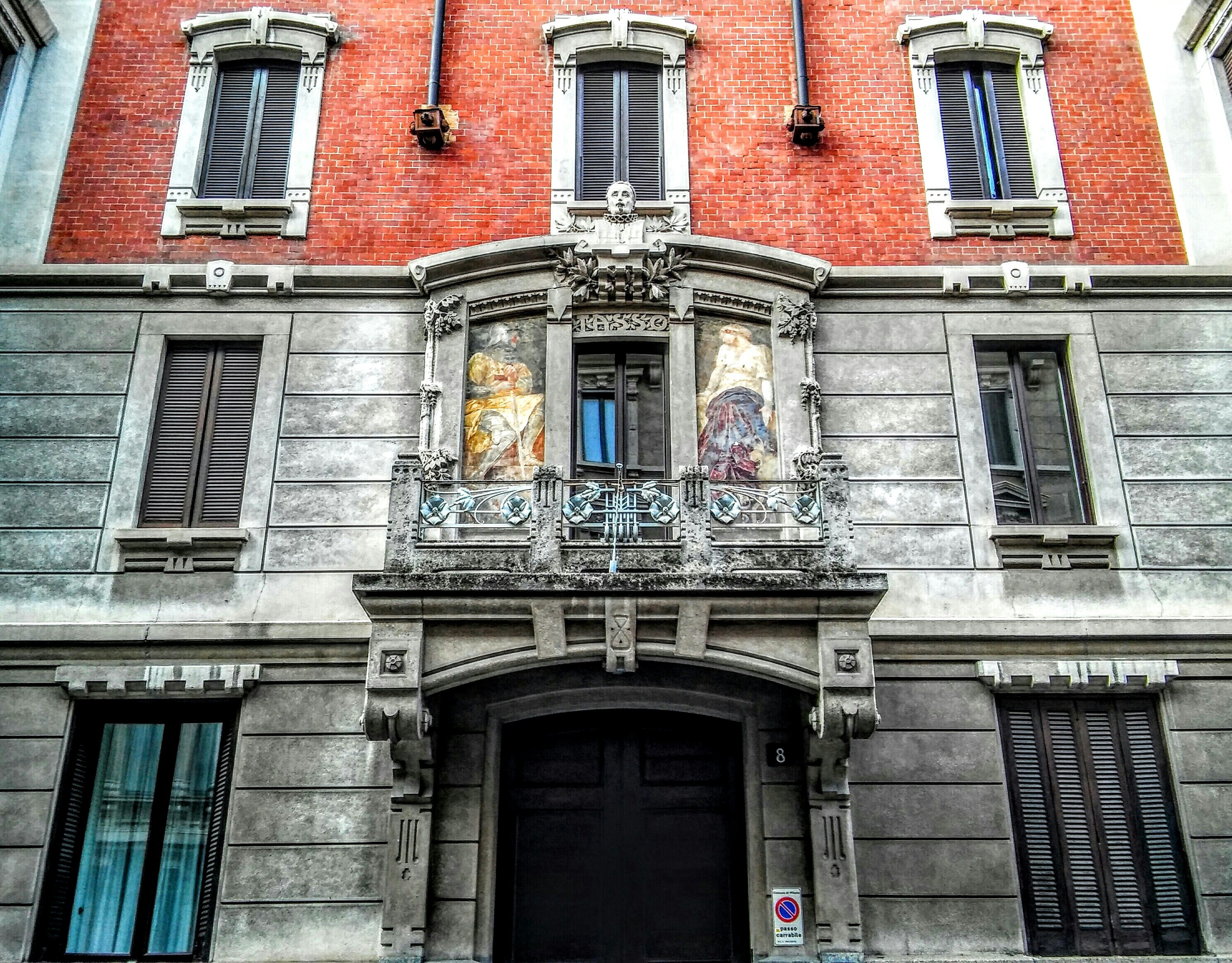
La casa Donzelli, au 8 via Torquato Tasso.

- Casa del Gatto Nero, Corso Monforte 43, Milan, construit en 1889 en collaboration avec Alessandro Mazzucotelli. Ce bâtiment est connu pour son utilisation innovante des contrastes de couleurs et ses décorations artistiques.
- Casa Cavenago, Corso Lodi 11 (Porta Romana), Milan, achevé en 1887. Le bâtiment se distingue par son style Art nouveau et l'utilisation expressive des matériaux.
- Palazzo Zanoni, Viale Bligny 60 (Porta Vigentina), Milan, construit en 1886 en collaboration avec Alessandro Mazzucotelli. Ce bâtiment est un exemple emblématique du style Art nouveau.
- Casa Donzelli, Via Torquato Tasso 8 (Porta Magenta), Milan. (1912)
- Via Burlamacchi 3 (Porta Romana), Milan, en collaboration avec Alessandro Mazzucotelli et l'artiste Osvaldo Biniami (1856-1936), 1860
- Villa Ida Lampugnani-Gajo Parabiago.